# Бранса
Бранса (фр. Bransat) насеље је и општина у централној Француској у региону Оверња, у департману Алије која припада префектури Мулен.
По подацима из 2011. године у општини је живело 495 становника, а густина насељености је износила 31,89 становника/km². Општина се простире на површини од 15,52 km². Налази се на средњој надморској висини од 340 метара (максималној 401 m, а минималној 254 m).

## Демографија
| 1962. | 1968. | 1975. | 1982. | 1990. | 1999. | 2011. |
| ----- | ----- | ----- | ----- | ----- | ----- | ----- |
| 521   | 571   | 532   | 536   | 484   | 508   | 495   |

График промене броја становника у току последњих година